# Penguin Bloom
Penguin Bloom (conocida en Hispanoamérica como La familia Bloom o Un milagro inesperado) es una película dramática de 2020 coproducida entre Australia y Estados Unidos, dirigida por Glendyn Ivin y basada en el libro del mismo nombre de Cameron Bloom y Bradley Trevor Greive. Protagonizada por Naomi Watts, Andrew Lincoln y Jacki Weaver, está inspirada en la historia real de una familia que acoge a una urraca australiana herida en su hogar y aprende de ella el valor de la perseverancia.
Fue estrenada en los teatros de Australia a través de Roadshow Films el 21 de enero de 2021 y añadida al catálogo de Netflix ese mismo año.

## Sinopsis

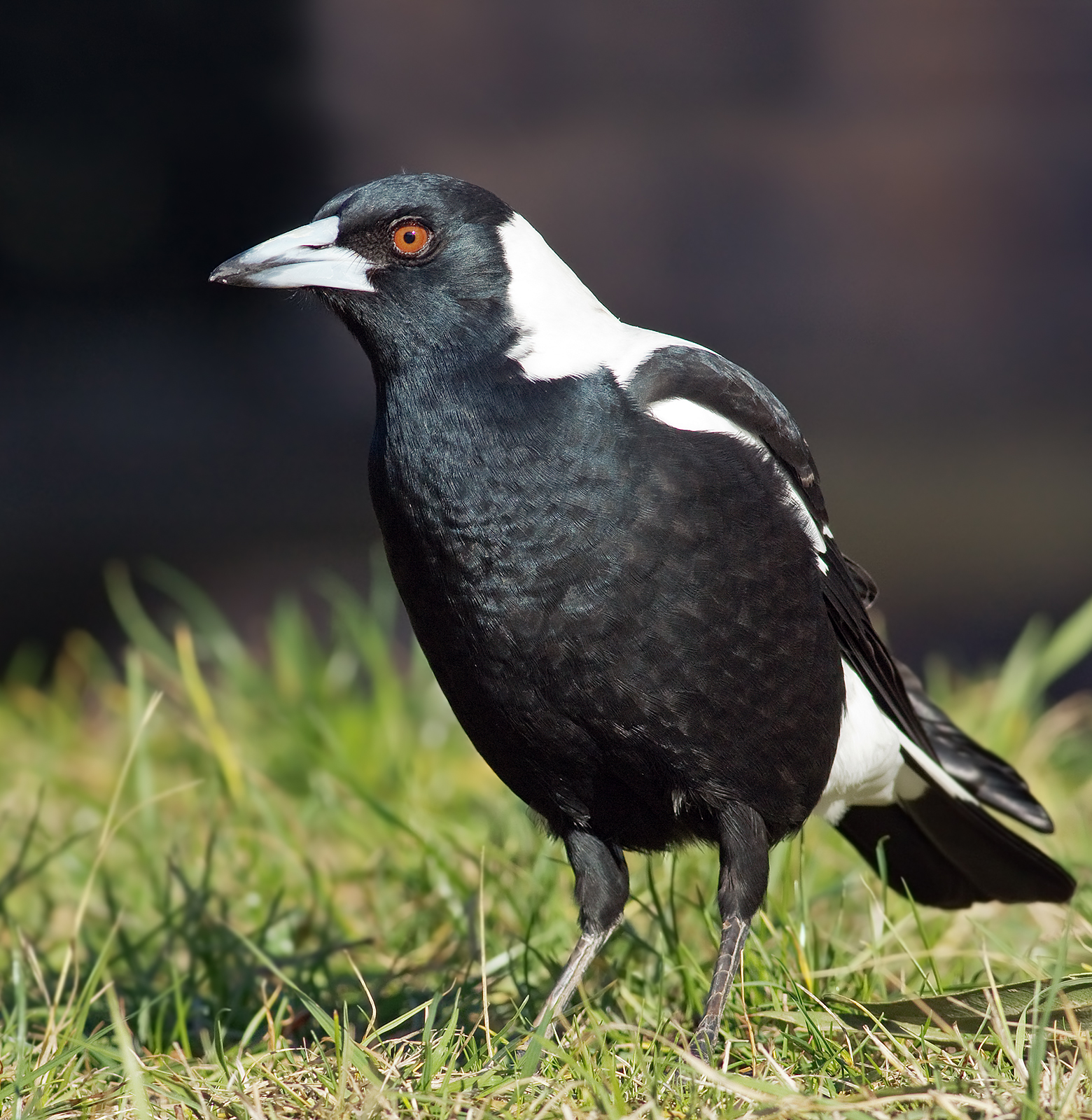
Una urraca australiana

La familia Bloom, conformado por Cameron, Samantha y sus tres hijos, se van de viaje a Tailandia. Accidentalmente, la madre cae de una torre y se rompe la sexta vértebra torácica, quedando reducida a una silla de ruedas. Aunque su esposo e hijos tratan de reconfortarla, Sam entra en un terrible estado de depresión que no le permite ver la vida con optimismo. Cierto día, sus hijos rescatan a una urraca australiana herida que encuentran en la playa y la llevan a su casa, bautizándola con el nombre de «Pingüino». Aunque inicialmente Sam se muestra reticente a cuidar el ave mientras se recupera, con el paso del tiempo este animal empieza a enseñarle lecciones de vida que la ayudarán a salir adelante.

## Reparto
- Naomi Watts es Sam Bloom
- Andrew Lincoln es Cameron Bloom
- Griffin Murray-Johnston es Noah Bloom
- Felix Cameron es Rueben Bloom
- Abe Clifford-Barr es Oli Bloom
- Jacki Weaver es Jan
- Rachel House es Gaye
- Leeanna Walsman es Kylie
- Lisa Hensley es Bron

## Producción

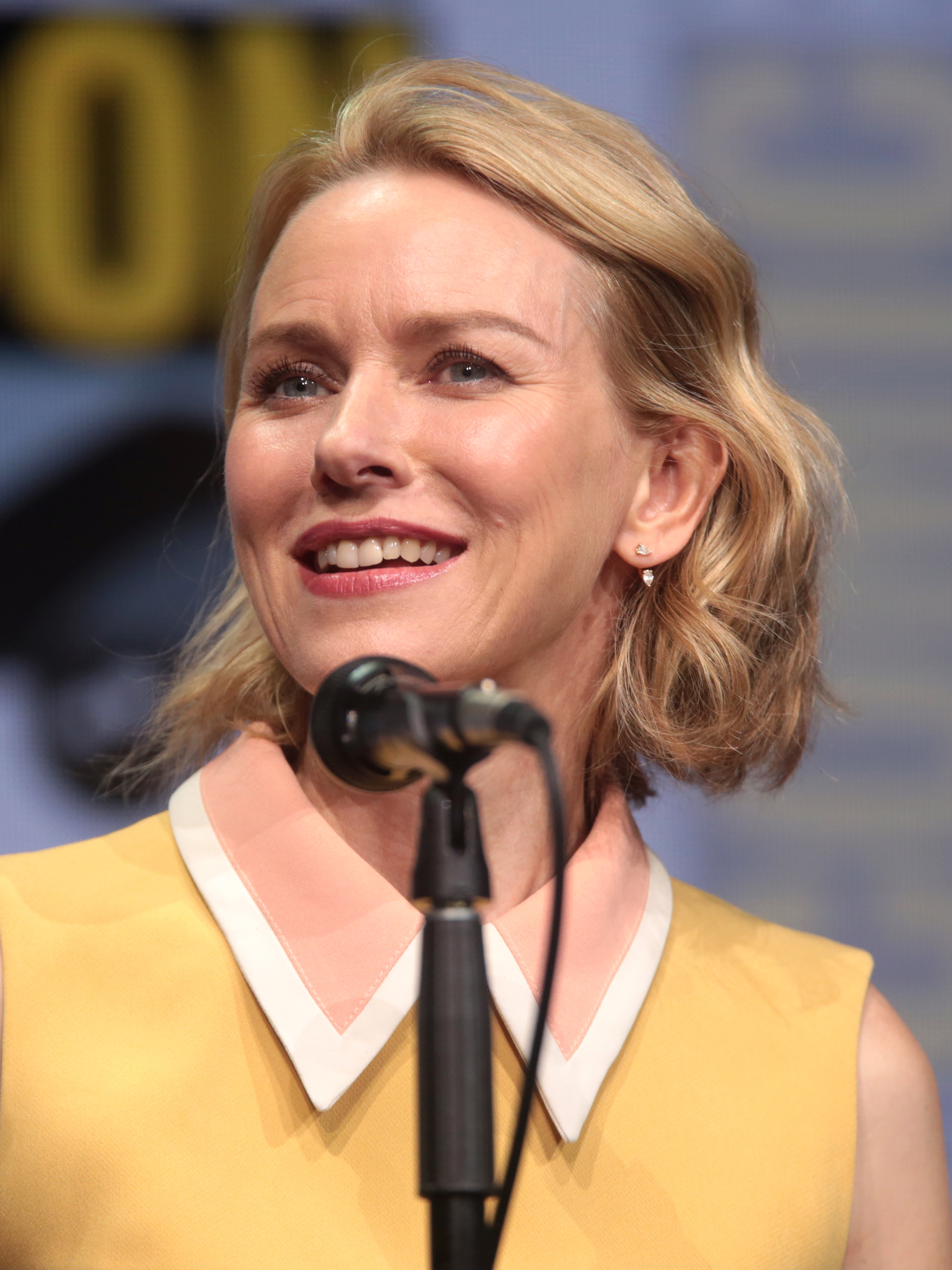
Naomi Watts interpreta el papel principal del filme, en el que también se desempeñó como productora

Los derechos del libro fueron adquiridos en diciembre de 2016 por la productora australiana Bruna Papandrea, de la empresa de producción cinematográfica Made Up Stories. Naomi Watts fue elegida para interpretar el papel principal de Sam Bloom, y ofició como productora junto con Mark Audet y Emma Cooper. En junio de 2017 se le encargó a Shaun Grant la escritura del guion. En febrero de 2019 Glendyn Ivin fue escogido como director, y en julio del mismo año se vincularon al elenco los actores Andrew Lincoln, Jacki Weaver y Rachel House. La filmación dio inicio en agosto de 2019 en Australia.

## Lanzamiento
Penguin Bloom tuvo su estreno oficial en el Festival Internacional de Cine de Toronto el 12 de septiembre de 2020 y llegó a los teatros de Australia el 21 de enero de 2021 a través de Roadshow Films, ubicándose en la primera posición de taquilla durante su primera semana. Netflix estrenó el filme en Norteamérica, Reino Unido, Irlanda, Sudáfrica, Francia y algunos países de Asia el 27 de enero de 2021. Se agregó al catálogo de la plataforma en julio de 2021 para los países hispanohablantes.

## Recepción
En la página especializada en reseñas fílmicas Rotten Tomatoes, la película cuenta con una aprobación del 67% basada en 82 críticas. Su consenso afirma: «La historia de Penguin Bloom, basada en hechos reales, podría haber sido adaptada con más matices, pero el buen trabajo de Naomi Watts y Andrew Lincoln le añade una dosis de corazón muy necesaria». Richard Roeper del Chicago Sun-Times también elogió la labor de Watts: «Es una actriz tan camaleónica, tan profesional a la hora de meterse en una amplia gama de papeles sin llamar la atención sobre la mecánica de su trabajo, que casi damos por sentado lo condenadamente buena que es, y realiza un trabajo hermoso y resonante interpretando a Sam».
Según Clarisse Loughrey del diario británico The Independent, «se nota que los guionistas Harry Cripps y Shaun Grant mueven los hilos con entusiasmo, pero las manipulaciones emocionales de la película funcionan, aunque sean obvias». John Anderson del Wall Street Journal elogió el trabajo del director: «Glendyn Ivin, no se muestra muy sensible a las dificultades a las que se enfrentan Sam o su familia, y esa es una de las virtudes de su película».